# Лалли-Толендаль, Трофим Жерар
Маркиз Трофим Жерар де Лалли-Толендаль (фр. Trophime-Gérard, marquis de Lally-Tollendal; 5 марта 1751, Париж — 11 марта 1830, Париж) — французский политический деятель, депутат Национального собрания. Сын Томаса Артура Лалли-Толендаля.

## Биография
Был избран депутатом от парижского дворянства в Генеральные штаты 1789 года, где высказывался за умеренную монархию, по английскому образцу. Его речь за учреждение двух палат сделала его непопулярным. Однако, именно он настоял на внесении в декларацию прав человека и гражданина положения, «что все допускаются к должностям без всякого различия, кроме различия в способностях и доблестях». Подал голос за безусловное veto короля.
После событий 5 и 6 октября Лалли оставил свой пост и вместе с Мунье бежал в Швейцарию, но в 1792 вернулся во Францию, и предпринял попытку, вместе с Монмореном, Бертраном Мольвилем и Малуэ, остановить развитие революции, но, не сумев осуществить задуманное, снова бежал в Англию.
Во время Реставрации Лалли-Толендаль стал пэром Франции.

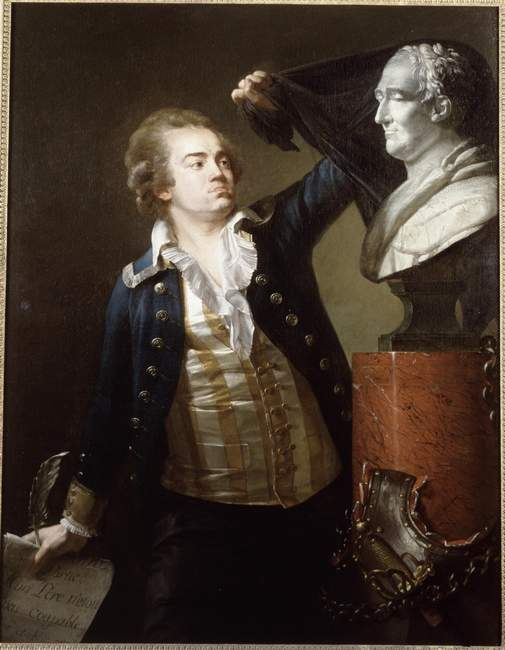
Портрет Лалли-Толендаля, 1787 год (Музей французской революции).

## Литературное наследие
Его сочинения:
- «Observations sur la lettre écrite par M. le comte de Mirabeau au comité de recherche, contre M. le comte de S.-Priest, ministre d’Etat» (1789)
- «Rapport sur le gouvernement qui convient à la France» (1789)
- «Lettres a mes commettants» (1790)
- «Quintus Capitolinus aux Romains» (1790)
- «Lettre à M. Burke» (1791)
- «Plaidoyer pour Louis XVI» (1795)
- «Mémoire au roi de Prusse pour réclamer la liberté de La Fayette» (1795)
- «Le comte de Stratford», трагедия в стихах (1795)
- «Défense des émigrés français adressée au peuple» (1797)
- «Observations sur la nature de la propriété littéraire» (1826)